# Єфименко Сергій Петрович
Сергій Петрович Єфименко (нар. 26 січня 1930, місто Маріуполь, тепер Донецької області — 12 серпня 2004, місто Москва) — вчений-металург в галузі чорної металургії та металознавства, директор Донецького металургійного заводу (ДМЗ; 1970—1981). Доктор технічних наук (1980), член-кореспондент АН СРСР (15.12.1990), член-кореспондент РАН (1991), лауреат Державної премії СРСР (1984). Депутат Верховної Ради СРСР 10-го скликання.

## Біографія
У 1954 році закінчив Ждановський металургійний інститут Сталінської області.
Член КПРС з 1954 року.
У 1954—1959 роках — асистент, аспірант Ждановського металургійного інституту Сталінської області.
У 1959—1963 роках — 1-й секретар Ждановського міського комітету ЛКСМУ Сталінської (Донецької) області; завідувач відділу, секретар Ждановського міського комітету КПУ Донецької області.
У 1963—1969 роках — заступник начальника цеху, у 1969 році — секретар партійного комітету Ждановського металургійного заводу Донецької області.
У 1969—1970 роках — завідувач відділу Донецького обласного комітету КПУ.
У 1970—1981 роках — директор Донецького металургійного заводу імені Леніна Донецької області.
У 1981—1991 роках — заступник голови Державного комітету з науки і техніки СРСР при Раді міністрів СРСР. Водночас від 1985 року — професор кафедри оброблення металів тиском Московського інституту сталі та сплавів.
З 1991 року — завідувач лабораторії пластичної деформації металічних матеріалів Інституту металургії та матеріалознавства РАН (Москва).
Помер після важкої хвороби 12 серпня 2004 року. Похований у Москві, на Даниловському кладовищі.

## Наукова діяльність
Наукові дослідження: термомеханічне оброблення металів, матеріалознавство, фізика твердого тіла. Вперше сформулював фізико-хімічні принципи вироблення сталей аустеніт., ферит. та мартенсит. класів із вмістом азоту вище межі його розчинності у рідкій фазі (покладено в основу виробництва високоміцних немагнітних сталей і сталей з підвищеною стійкістю).

## Нагороди
- ордени
- медалі
- лауреат Державної премії Української РСР у галузі науки і техніки (1978)
- лауреат Державної премії СРСР у галузі науки і техніки (1984)